# 21568 Еванморікава
21568 Еванморікава (21568 Evanmorikawa) — астероїд головного поясу, відкритий 14 вересня 1998 року.
Тіссеранів параметр щодо Юпітера — 3,462.